# Zandâla
Une zandâla ou al-zandâla est un ancien type de prison tunisienne utilisée dans la ville de Tunis au XVIIe siècle et au XVIIIe siècle durant l'époque ottomane,. Ce sont essentiellement des prisons pour esclaves, notamment chrétiens, et correspondent à ce que sont les bagnes en Europe.
Le nom « zandâla » provient du mot turc zindan qui signifie « prison » ou « lieu sombre »,.
Les zandâla de Tunis étaient au nombre de treize au milieu du XVIIe siècle.
L'une de ces zandâla est située près du souk Es Sekajine, à l'ouest de la médina de Tunis. Elle était destinée à l'enfermement des captifs chrétiens.
Une fois détérioré, cet édifice est acheté par Hussein Bey, premier bey de la dynastie des Husseinites, aux héritiers de Chaabane Khodja Dey, dey de Tunis déposé pour complot contre Mourad II Bey et mort en 1672.
Sur son emplacement, deux fondouks ont vu le jour, l'un orienté vers le nord, l'autre vers le sud.